# Скрутень Іван Йосафат
Іван Йосафат Скрутень (24 лютого 1894, с. Пархач, нині Межиріччя, Сокальський район — 12 жовтня 1951, Рим) — український церковний діяч, василіянин, історик Церкви, визначний проповідник, дійсний член НТШ. Розпочав видавати «Записки Чина св. Василія Великого».

## Життєпис
Народився 24 лютого 1894 року в с. Пархач, нині Межиріччя, Сокальський район, Львівська область, Україна. Батько — Стефан, селянин, мати — дружина батька Парасковія, до шлюбу Мали(і)цька.
Освіту розпочав у Бучацькій державній гімназії. 18 серпня 1909 року вступив до новіціяту в Крехівському монастирі. Перші обіти склав 30 квітня 1911 року, після чого виїхав навчатись до Австрії та Риму. Вищу оствіту здобув у Римі й Відні. 28 серпня 1916 року склав вічні обіти.
20 жовтня 1918 року отримав священниче рукоположення. Душпастирювати почав під час українсько-польської війни у Галичині, проживав тоді у львівському монастирі св. Онуфрія.
У 1921—1924 — редактор журналу «Поступ», згодом «Записок Чину св. Василія Великого», співредактор газети «Нива», журналу «Богословія» тощо; професор (з 1928) філософії у Греко-Католицькій Богословській Академії у Львові. Член-засновник Богословського Наукового Товариства (1923), дійсний член НТШ (з 1930).
19 січня 1940 року отримав дозвіл на виїзд зі Львова. У 1940—1949 роках — у Німеччині, пізніше в Римі, де став духівником Української папської колегії святого Йосафата.

### Доробок
- Праці і статті переважно з історії Чину св. Василія Великого, про св. Йосафата Кунцевича тощо.
- Біограми у Польському словнику біографічному (зокрема, Юліян Антонович, Степан Білинкевич, Іпатій Білинський, Теодосій Боровик, Йоаким Борисевич, Онуфрій Братковський, Йосафат Бражиц, Юрій Булгак, Прокіп Хмельовський, Самуїл Чарноруцький, Анастасій Дзєдзіцький, Юліян Добриловський, Гликерій Дубицький, Олексій Дубович).